# Pantadenia adenanthera
Pantadenia adenanthera är en törelväxtart som beskrevs av François Gagnepain. Pantadenia adenanthera ingår i släktet Pantadenia och familjen törelväxter. Inga underarter finns listade i Catalogue of Life.